# هورست مالر
هورست مالر (زاده ۲۳ ژانویه ۱۹۳۶ - درگذشته ۲۷ ژوئیه ۲۰۲۵) وکیل و فعال سیاسی آلمانی بود. در ابتدای فعالیت سیاسی، مالر به سیاست‌های چپ افراطی روی آورد و از اعضای بنیان‌گذار فراکسیون ارتش سرخ بود. او در ادامه فعالیت‌های خود به نئونازیسم روی آورد. مالر بین سال‌های ۲۰۰۰ تا ۲۰۰۳، عضو حزب راست افراطی دموکرات ملی آلمان بود. از سال ۲۰۰۳، او بارها به جرم «تحریک نفرت عمومی» و انکار هولوکاست محکوم شد و بخش عمده‌ای از حکم دوازده سال زندان خود را گذراند.
مالر در آوریل ۲۰۱۷ به سه سال و نیم زندان محکوم شد و برای طی مدت مجازات خود به زندان بازگردانده شد. در ۱۸ آوریل ۲۰۱۷، او از آلمان فرار کرد. تلاش‌های او برای دریافت پناهندگی سیاسی در مجارستان ثمری نداشت و به آلمان بازگردانده شد. مالر در آلمان دستگیر و برای گذراندن دوران محکومیتش دوباره به زندان فرستاده شد.